# Ле Форначи (Пистоја)
Ле Форначи је насеље у Италији у округу Пистоја, региону Тоскана.
Према процени из 2011. у насељу је живело 268 становника. Насеље се налази на надморској висини од 39 м.